# Pristomyrmex erythropygus
Pristomyrmex erythropygus é uma espécie de formiga do gênero Pristomyrmex, pertencente à subfamília Myrmicinae.